# Il solista
Il solista (The Soloist) è un film del 2009 diretto da Joe Wright e interpretato da Robert Downey Jr. e Jamie Foxx. Tratto dal libro omonimo di Steve Lopez, pubblicato nel 2008, il film è basato sulla vera storia dell'incontro tra Nathaniel Ayers, un musicista senzatetto affetto da schizofrenia e Steve Lopez, un giornalista del Los Angeles Times.
L'inizio delle riprese risale al gennaio del 2008 ed è stato girato in gran parte a Los Angeles. L'uscita cinematografica doveva avvenire il 21 novembre del 2008 ma poi è stato posticipato prima al 13 marzo del 2009 e poi al 24 aprile dello stesso anno.

## Trama
Steve Lopez è un giornalista del Los Angeles Times in cerca di un argomento sul quale scrivere il suo articolo. Un giorno si imbatte in Nathaniel Ayers, un senzatetto affetto da schizofrenia, che suona un violino con solo due corde sotto una statua di Beethoven, i due si presentano e Nathaniel dice a Steve di aver studiato alla Juilliard. Incuriosito nel vedere come un ex allievo di una scuola così prestigiosa sia finito sulla strada, Lopez contatta la Juilliard e scopre che Nathaniel, talentuoso studente di violoncello, aveva interrotto gli studi al secondo anno.
Cercando ulteriori informazioni, Steve si mette in contatto con la sorella Jennifer che gli riferisce che Nathaniel da piccolo era un bambino prodigio ma che, a causa della malattia, fu costretto ad abbandonare gli studi musicali finendo poi per vivere per strada. L'articolo di Steve viene pubblicato, un'anziana lettrice ne rimane commossa e decide di donare a Nathaniel il suo violoncello. Steve però teme che qualcuno possa aggredire Nathaniel per impadronirsi del violoncello, così decide di lasciarlo in un centro di assistenza per senzatetto in modo che Nathaniel possa andare a suonarlo quando vuole senza pericolo. Successivamente Steve sprona Nathaniel, non senza difficoltà, ad andare a stare in un piccolo appartamento.
In seguito all'articolo Steve Lopez acquisisce fama, tanto da essere anche premiato. Con l'aiuto del primo violoncello della Los Angeles Philharmonic Orchestra, Nathaniel ha l'opportunità di suonare davanti ad un pubblico, ma al momento di esibirsi si spaventa e scappa via. Steve un giorno decide di portare la sorella di Nathaniel a trovarlo a Los Angeles. Nonostante i suoi sforzi Steve non riesce a cambiare la vita di Nathaniel che resta a vivere nel centro di assistenza. Il film si chiude con Nathaniel, Jennifer, Steve e la sua ex moglie Mary ad un concerto mentre l'orchestra esegue l'Adagio della Nona sinfonia di Beethoven.

## Interpreti e personaggi
- Jamie Foxx è Nathaniel Ayers, un musicista talentuoso schizofrenico e senzatetto. Foxx, che è un bravo pianista ha imparato a suonare il violoncello per il ruolo da una violoncellista della Los Angeles Philharmonic. Inoltre, Foxx ha cesellato i suoi denti, al fine di mostrare l'aspetto realistico di un senzatetto.[3]
- Robert Downey Jr. è Steve Lopez, un giornalista del Los Angeles Times che scrive un articolo su Nathaniel Ayers e che grazie a questo ne diventa anche amico. Rispetto alla storia reale, Lopez viene descritto divorziato mentre in realtà era felicemente sposato all'epoca dei fatti.
- Catherine Keener è l'editore di Lopez al Los Angeles Times, nonché la sua ex moglie.
- Tom Hollander è Peter Snyder, un violoncellista della Los Angeles Philharmonic che tenta di riabilitare Ayers.
- Lisa Gay Hamilton è Jennifer, la sorella di Nathaniel Ayers.
- Rachael Harris è una collega di Steve Lopez.

## Doppiaggio
Il doppiaggio è stato eseguito dalla CVD a cura di Massimiliano Manfredi.